# Romance de Tebas

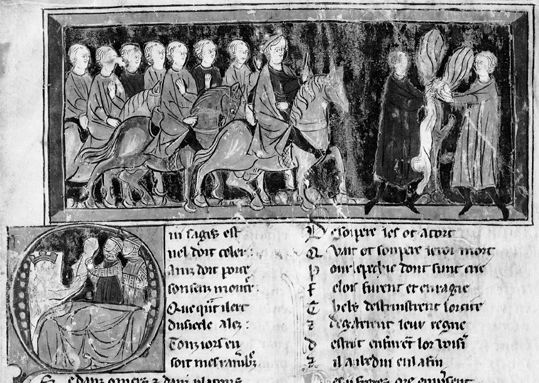
Foto de uma parte do livro citado.

O Romance de Tebas (em francês, Le Roman de Thèbes) é uma das obras que fazem parte do ciclo medieval conhecido como matéria de Roma. É um romance escrito por um clérigo anônimo,  estimando-se a data do primeiro manuscrito em 1150. Se considera este texto como um dos romances mais antigos da França (ou o mais antigo dependendo da definição que se dê ao conceito "roman"). O tema deste romance tornou-se depois um tema literário tratado em diversas línguas. 

## Em francês
O Romance de Tebas é um poema de cerca de 10.000 versos composto aproximadamente em 1150 que, se supõe, está inspirado não na Tebaida de Estácio, mas num resumo dessa obra. Confirmam esta tese as numerosas omissões de feitos e de detalhes que, apesar das condições muito distintas em que foi composto o poema, se teriam conservado em qualquer imitação da Tebaida, ao passo que certas modificações do relato de Estácio não podem ser atribuídas à engenhosidade do poeta, mas a uma origem mais antiga. 
Como em outros poemas do mesmo tipo, o fantástico desaparece, e os gregos adotam os métodos franceses de guerra e o código francês de amor cortês.
O poema data de meados do século XII e é composto, não em tiradas como as canções de gesta, mas em pareados octossílabos. 
Sua autoria se atribuiu a Benoît de Sainte-Maure, porém a única certeza é que se trata de um poema mais antigo que o Romance de Troia, de que Benoît é autor sem qualquer dúvida. 
O Romance de Tebas se encontra também em numerosas refundições em prosa, a primeira das quais, que não foi impressa até o século XVI com o nome de Edipus, pertence aos primeiros anos do século XIII e, originalmente, fez parte da recompilação de história antiga Histoire ancienne jusqu'à César. O primeiro volume de Les histoires de Paul Crose traduites en français contém uma versão livre e ampliada do Romance de Tebas.

## Em inglês
John Lydgate escreveu uma versão do Romance de Tebas em 1420. Com o nome de The Romance of Thebes foi impresso na oficina de Wynkyn de Worde cerca de 1500, como suplemento dos Contos de Canterbury.

## Em anglonormando
Muito provavelmente inspirados no Romance de Tebas foram Ipomedon e sua sequência Prothesilaus, compostos em fins do século XII por Hue de Rotelande. 